# Grippe A (H1N1) de 2009-2010 aux États-Unis
 (juillet 2011).

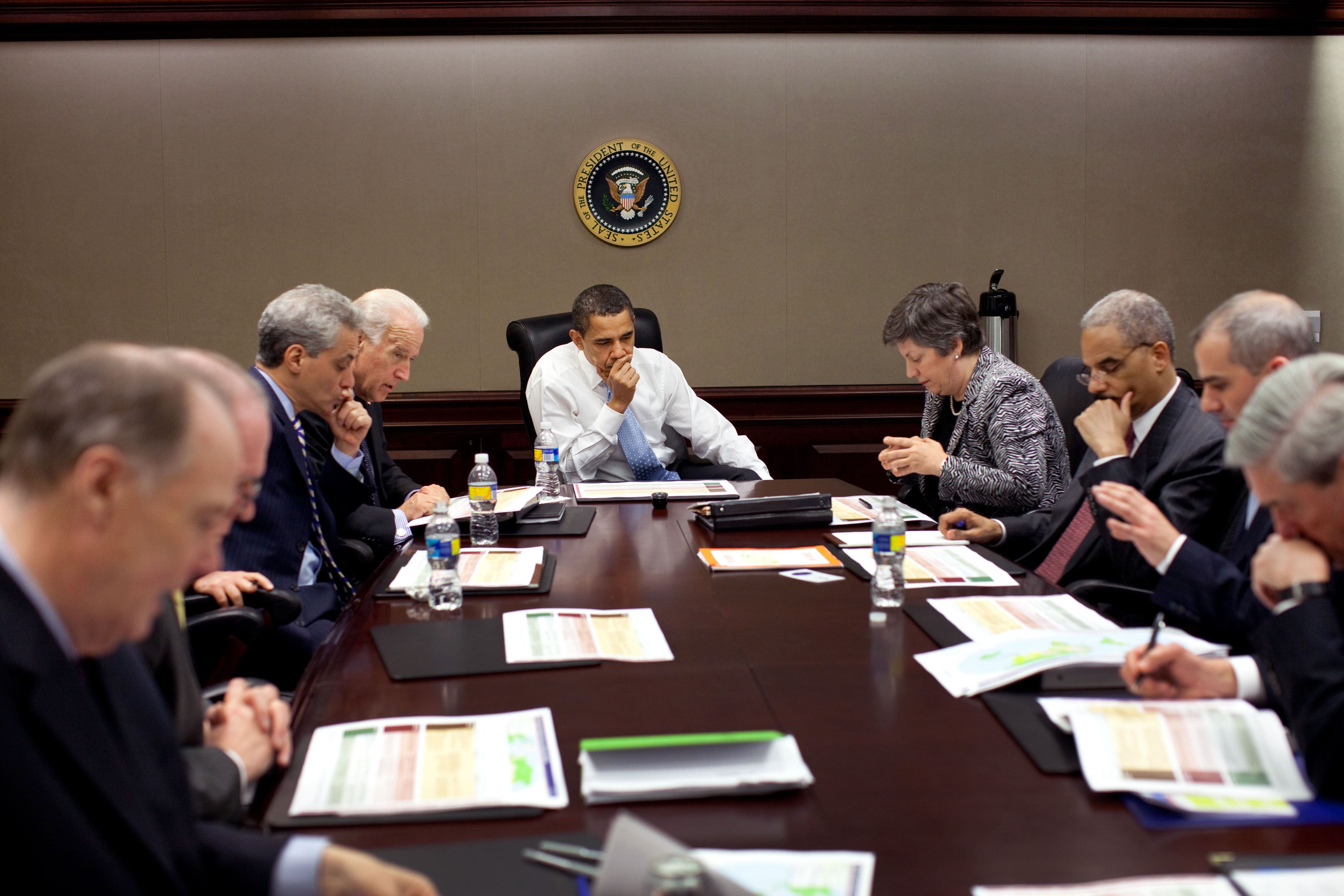
Le président Barack Obama lors d'une réunion tenue le 24 avril 2009, dédiée à la situation de la pandémie sur le sol national.

L’épidémie de 2009 de la nouvelle souche de grippe, grippe porcine A (H1N1), a infecté de nombreuses personnes à Mexico, et d'autres régions du Mexique, et une grande partie des États-Unis d'Amérique.
Des dizaines de cas mortels sont signalés au Mexique, et plusieurs cas mortels ont été constatés aux États-Unis.
Le 25 avril 2009, les États-Unis ont déclaré un état d'urgence sanitaire sur leur territoire. Les autorités américaines affirment que c'est une mesure qui permet de dégager des sommes pour l'étude de la souche.

## Par état

Épidémie de grippe H1N1 de 2009 aux États-Unis.
2000+ cass
500+ cas
100+ cas
1+ cas

Épidémie de grippe H1N1 de 2009 aux États-Unis.
0 morts
morts suspects
1+ morts
5+ morts
20+ morts

Arizona
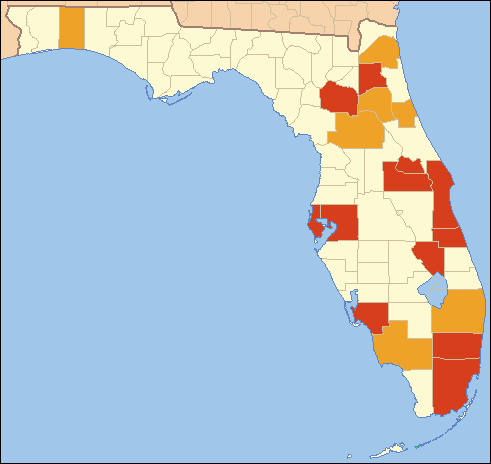
Floride
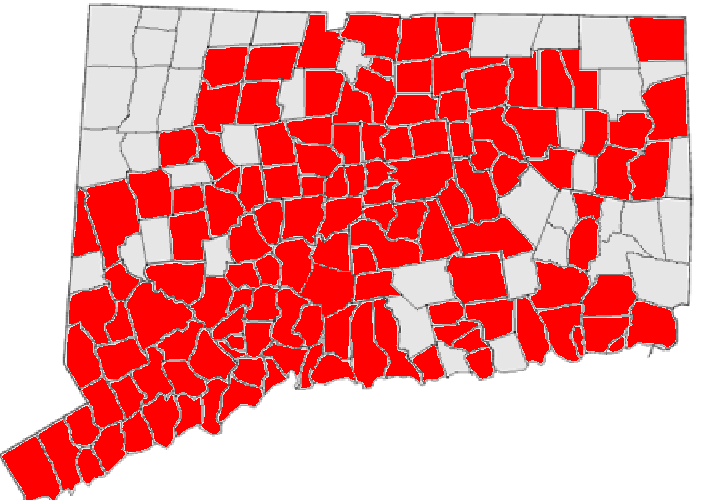
Connecticut
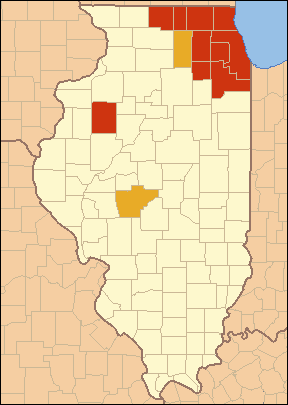
Illinois
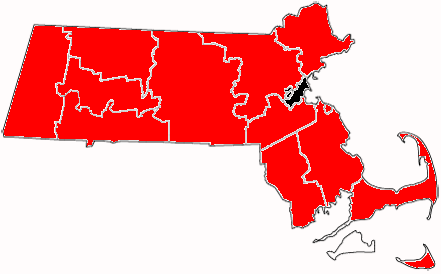
Massachusetts
Michigan
Missouri
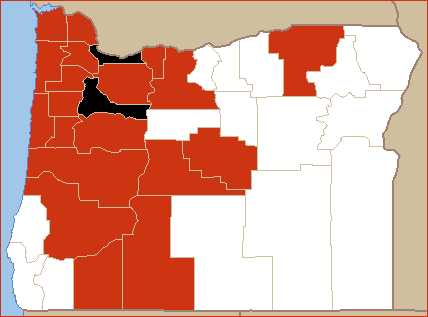
Oregon
Pennsylvanie
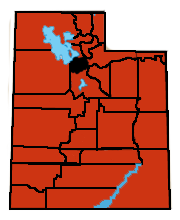
Utah
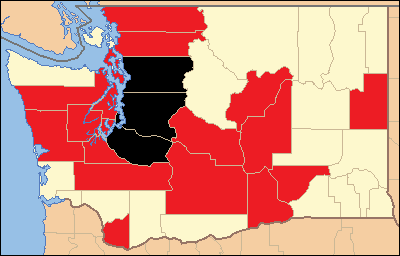
Washington
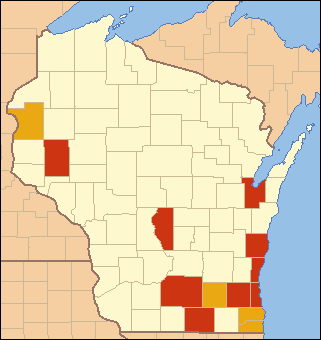
Wisconsin
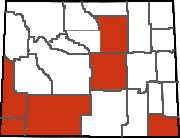
Wyoming

### Californie

Californie
Rouge : infection confirmée. Jaune : cas suspects. Noir : morts.

Les deux premiers cas détectés aux États-Unis étaient deux enfants vivant dans le comté de San Diego et du comté d'Imperial, qui sont tombés malades le 28 et 30 mars. Une alerte CDC concernant ces deux cas isolés a été rapportée dans les médias le 21 avril. Le 24 avril huit cas humains sont connus dans le pays, dont six en Californie du Sud.

### Texas

Texas
Rouge : infection confirmée. Jaune : cas suspects. Noir : morts.

Le 24 avril, deux cas sont signalés à Cibolo au Texas. Les deux patients se sont rétablis depuis. Un troisième cas possible chez un élève de la même école que les deux cas texans a été identifié et l'école a été fermée temporairement; le garçon et sa famille ont été mis en quarantaine. Le directeur du CDC a déclaré que les tests préliminaires sur sept des quatorze échantillons provenant des patients mexicains correspondait au virus trouvé aux États-Unis, que les experts disent qu'il s'agit d'une nouvelle souche de grippe porcine. Aucun des patients américains n'a eu de contact avec des porcs, les fonctionnaires principaux du CDC pensent que la transmission de l'homme à l'homme s'était produite.

### Louisiane

Louisiane
Rouge : infection confirmée. Jaune : cas suspects. Noir : morts.

### Washington
Au 5 septembre, l'Université d'État de Washington, environ 2 000 cas ont été officialisés (des tests ont été effectués sur 380 étudiants sur les quelque 2 000 s'étant plains de symptômes grippaux, tous les tests ont révélé la même souche exacte du virus et fait, de ce fait, le plus gros cas de contamination groupée en 1 semaine (la contamination a donc déjà touché plus de 10 % des étudiants de l'Université).